# Chikako Fushimi
Chikako Fushimi (jap. 伏見知何子 Fushimi Chikako; ur. 21 czerwca 1974 w Fujiiderze) – japońska snowboardzistka.
Zajęła 12. miejsce w halfpipe’ie na igrzyskach w Turynie. Nie startowała na mistrzostwach świata. Najlepsze wyniki w Pucharze Świata osiągnęła w sezonie 2005/2006, kiedy to zajęła 43. miejsce w klasyfikacji generalnej.

## Sukcesy

### Igrzyska olimpijskie
| Miejsce | Dzień     | Rok  | Miejscowość | Konkurencja | Zwycięzca    |
| ------- | --------- | ---- | ----------- | ----------- | ------------ |
| 12.     | 13 lutego | 2006 | Turyn       | Halfpipe    | Hannah Teter |

### Puchar Świata

#### Miejsca w klasyfikacji generalnej
- 2003/2004 – –
- 2004/2005 – –
- 2005/2006 – 43.

#### Miejsca na podium
1. Whistler – 11 grudnia 2005 (Halfpipe) – 3. miejsce